# Pont-rivière du ruisseau de Claret
Le pont-rivière du ruisseau de Claret, aussi appelé pont-canal du ruisseau de Claret, est un pont-rivière de France situé en Savoie, dans la vallée de la Maurienne, à Saint-Julien-Mont-Denis. Il permet au ruisseau de Claret de franchir l'autoroute A43 juste avant sa confluence avec l'Arc.

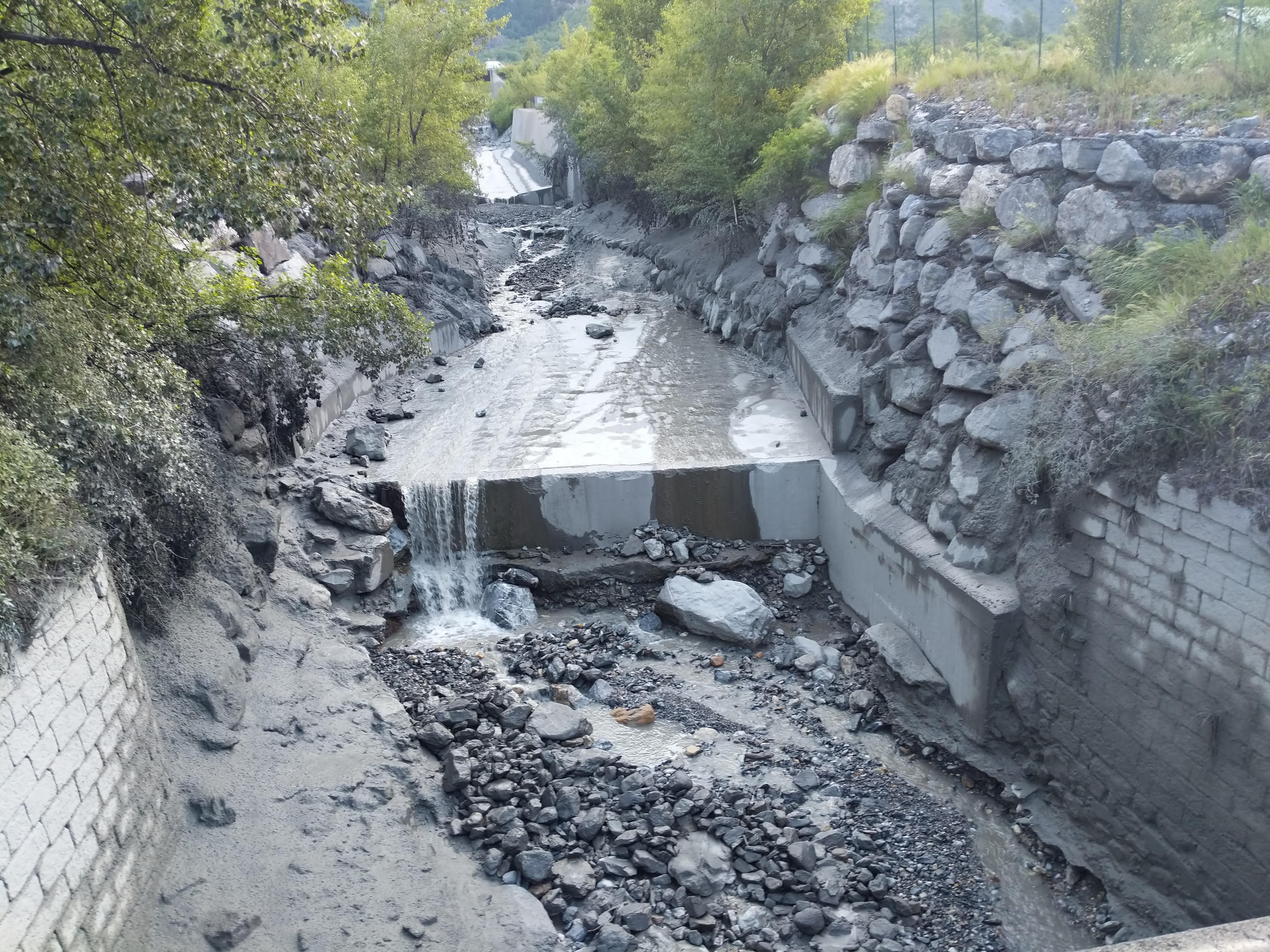
Vue du ruisseau de Claret avec au fond le pont-rivière.